# Terreautage

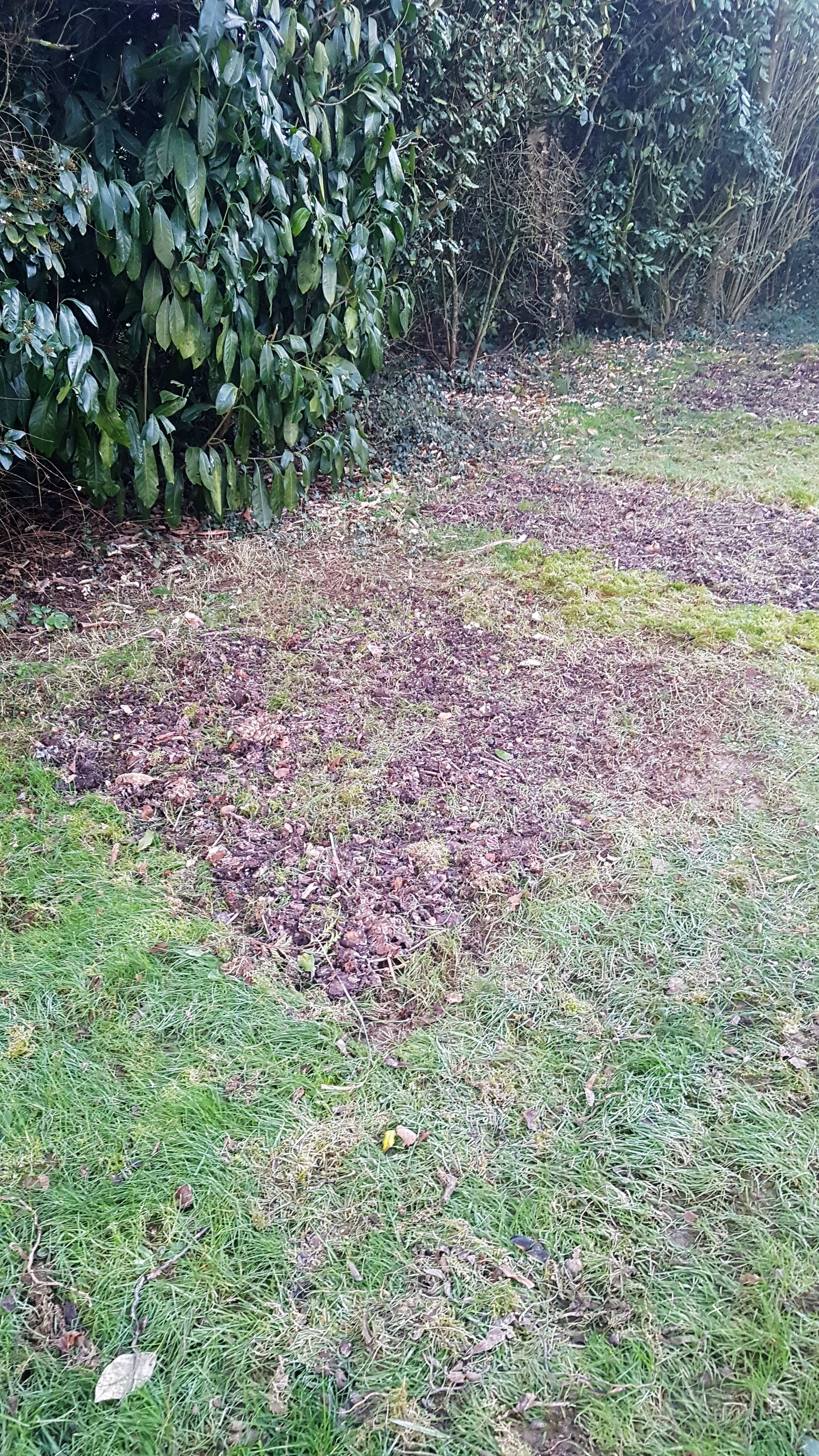
Terreautage de gazon avec du compost après scarification et semis

Le terreautage est une technique qui consiste à déposer des matières organiques sous forme de terreau ou de compost mûr, sur une pelouse ou une surface cultivée. L'ajout nourrit la parcelle traitée et augmente l'activité microbienne du sol.

## Principes
L'apport de terreau ou de compost bien mûr disposé en fine couche sur une pelouse, compense l'appauvrissement naturel du sol et améliore sa qualité. La pelouse, qui a jauni ou est devenue moins dense, faute d'éléments nutritifs suffisant, reprend une couleur verte et de la vigueur.
Le terreautage vient améliorer la structure du sol. La terre qui s'alourdit de façon naturelle au fil des années, se trouve aérée par le travail des vers et des macro-organismes qui incorporent progressivement la matière organique du terreau dans le sol. Devenu plus poreux, le sol est plus propice aux échanges gazeux nécessaires au développement racinaire. Ce dernier permet au gazon de mieux résister aux aléas climatiques. De surcroît, le  substrat est mieux drainé en période pluvieuse et retient mieux l'humidité en période sèche du fait de sa structure améliorée ,. 

### Période d'application
Le terreautage peut être pratiqué tous les deux à trois ans, au printemps ou à l'automne pour une pelouse établie. Lorsqu'il est précédé d'une scarification ou d'une aération de la pelouse sous une autre forme, le terreau parvient mieux au système racinaire.  
La scarification occasionne une forte demande d'éléments nutritifs, car le gazon débarrassé de sa couche de feutre retrouve sa vitalité. L'apport d'engrais ou le terreautage viennent alors dynamiser la surface engazonnée.  

### Répartition
Le compost ou le terreau est réparti sur le sol avec un râteau à gazon ou un épandeur, afin de le répandre entre les touffes et qu'il atteigne le sol. L'ajout est de 5 à 10 l par mètre carré. La fine couche d'apport est alors de 0,5 à 1 cm d'épaisseur.

### Adventices
Il est préférable d'ôter les adventices avant le terreautage, pour concentrer l'apport organique au gazon.

### Arrosage
L'arrosage final en pluie très fine favorise la pénétration des éléments nutritifs. 

### Effets
Les effets sont visibles dès la reprise de pousse de la pelouse : couleur verte, brillance, santé et densité du gazon.

### Regarnissage
La même technique peut être pratiquée sur une pelouse partiellement dénudée ou envahie par de la mousse retirée préalablement par scarification. Le terreautage est alors précédé d'un semis de regarnissage.

## Distinctions entre apports

### Différences entre l'application d'un terreau et d'un compost
- Le compost est de la matière organique décomposée.
- Le terreau est un amendement, c'est-à-dire qu'en plus d'apporter des éléments nutritifs, il modifie la structure du sol ; il contient par exemple de la chaux pour modifier le pH du sol ou du sable pour lui apporter de la légèreté et donc d'aérer la terre.

Le terreautage par du compost est simple de mise en œuvre, mais de vient pas modifier l'équilibre de structure du sol comme le ferait un amendement.

### Différence entre terreautage et apport d'engrais
L'engrais apporte uniquement les éléments nutritifs N, P, K. Il ne modifie pas la composition organique du sol, ni son activité microbienne ou macroscopique, comme le feraient le terreau ou le compost ; ces derniers favorisent en effet l'équilibre de la terre, son aération et une meilleure résistance aux maladies des plantes qui se développent à sa surface.  
L'apport d'engrais et le terreautage ne sauraient être simultanés, sous risque de surdosage. Le terreautage viendra au contraire réduire les phases intercalées d'épandages d'engrais, si celles-ci s'avéraient encore nécessaires.